# Cristina Vasiu
Cristina Vasiu (n. 19 aprilie 1992, Hunedoara, Hunedoara, România) este o cântăreață de origine română care a devenit cunoscută în urma participării la emisiunea-concurs Vocea României.

## Biografie
Cristina Vasiu s-a născut în Hunedoara, judetul  Hunedoara pe data de 19 aprilie 1992. Talentul pentru muzică i-a fost descoperit în copilărie de educatoarea de la grădiniță, care i-a recomandat mamei sa exploateze „firicelul” de ureche muzicală, ce s-a dezvoltat încă din primii ani de viață. La vârsta de 7 ani a început să studieze canto și teorie muzicală, simultan cu lecțiile de vioară și pian. Primul contact cu scena l-a avut la grădiniță, când a participat la emisiunea-concurs „Tip Top MiniTop”. În adolescență, lucrurile au luat amploare și a început să participe la festivalurile naționale și internaționale de muzică, fiind considerată de specialiști drept una dintre cele mai bune voci din tânăra generație.

## Carieră
Vasiu a luat contact cu industria muzicală prin colaborările cu trupa Provincialii (2010 – albumul „Ochi de catifea”) și cu DJ Sava (2010 – single-ul „2.2 Story”).

### Vocea României
În 2011, Vasiu a participat la prima ediție a show-ului Vocea României, unde a făcut parte din echipa lui Horia Brenciu, unde a ajuns până în semifinale. După această experiență, a susținut patru seri de concert, la Sala Palatului, în spectacolul “Horia Brenciu – Fac ce-mi spune inima”.
Din 2012, Vasiu a început să colaboreze cu mai mulți compozitori din România. Artista a lansat doua single-uri: „Love me” – compus și produs de Groove Box, „Fell Ya” – o colaborare cu J Yolo, single produs de Full Boss Production și DJ Sava.
Primul ei videoclip este „Nu pot uita”, iar pentru producția muzicală, artista a colaborat cu Mihai Ristea, Alex Cotoi și Mika Moupondo, cel din urmă având și partea de rap din piesă. După feat-ul cu Mika Moupondo, pentru single-ul „Nu pot uita”, Vasiu schimbă stilul muzical, cucerind publicul cu o piesa Vara se poartă single, cu beat-uri reggae. Piesa a fost compusă de către artistă, alături de Adrian Verzila, Deaconu Dan Andrei și Costache Daniel.

### Selecția Națională Eurovision
La începutul anului 2015, Vasiu a participat în cadrul Selecției Naționale Eurovision, cu piesa „Nowhere”.
În vara anului 2015, Vasiu a colaborat cu DiezZ pentru single-ul și videoclipul „Scurtmetraj”, o poveste cinematografică, ambele inspirate din lipsa iubirii și din dorința unui nou început, în care cei doi artiști joacă rolurile principale.
La sfârșitul anului 2016, Cristina Vasiu lansează piesa cu tot cu clip Hot de inimi alături de What's UP, o poveste emoționantă de iubire cu un clip măsură.
În ianuarie 2017 Cristina Vasiu își anunța întoarcerea în Selecția Națională Eurovision cu o compoziție suedeza. Piesa Set The Skies On Fire este o compoziție creată de producatorul suedez Jonas Thander.

## Discografie
| An   | Piesă                                                         | Casă de discuri   |
| ---- | ------------------------------------------------------------- | ----------------- |
| 2012 | Love me                                                       | -                 |
| 2013 | Fell Ya (feat. J. Yolo)                                       | Cat Music         |
| 2013 | Nu pot uita (feat. Mihai Ristea, Alex Cotoi și Mika Moupondo) | Cat Music         |
| 2014 | Vara se poartă single                                         | Cat Music         |
| 2015 | Nowhere                                                       |                   |
| 2015 | Scurtmetraj (feat. DiezZ)                                     | Cat Music         |
| 2016 | Hot de inimi (feat. What's UP)                                | Cat Music         |
| 2017 | Set The Skies On Fire                                         |                   |
| 2017 | E vara (feat. DiezZ)                                          | Cat Music         |
| 2018 | Să te iubesc un pic (ft. Jack Yolo)                           | Cat Music         |
| 2020 | Linii Paralele                                                | YouStars Creative |
| 2021 | Bună, ce faci                                                 | Cat Music         |
| 2022 | Iubirea Noastră                                               | Sprint Music      |
| 2022 | Lângă Altcineva                                               | Sprint Music      |